# Чемпионат мира по баскетболу 2027 — квалификация
Отборочный турнир чемпионата мира по баскетболу 2027 — турнир по баскетболу, в котором определись 30 команд из 32 участников чемпионата мира 2027. Турнир начнётся 19 февраля 2024 и закончится 2 марта 2027 года.

## Квалифицировавшиеся команды
| Команда | Квалификация | Квалификация        | Участие   | Участие | Участие | Лучший Результат | Рейтинг Фиба |
| Команда | Способ       | Дата                | Последнее | Всего   | Подряд  | Лучший Результат | Рейтинг Фиба |
| ------- | ------------ | ------------------- | --------- | ------- | ------- | ---------------- | ------------ |
| Катар   | Организатор  | 28 апреля 2023 года | 2006      | 2       | 1       | 21-е место(2006) | 104          |

## Формат
Начиная с чемпионата мира 2019 года чемпионаты Азии, Европы, Америки и Океании не являются отборочными турнирами. Также победитель Олимпийских игр не получает путёвку на чемпионат. ФИБА отказалась и от выдачи уайлд-кард.
Отбор будет проведён в четырёх зонах: Африка (5 мест), Америка (7 мест), Азия/Океания (7 мест) и Европа (12 мест). Участниками отбора в европейской зоне станут 32 высшие по рейтингу команды, в остальных зонах — по 16 лучших команд.

## ФИБА Европа

### Предварительный раунд

#### Первый этап
На этом этапе будут играть 8 команд, которые на 3-м этапе квалификационного турнира чемпионата Европы 2025 года заняли в группах 2 и 3 места, а также Армения и дебютирующая команда Азербайджана.
Игры пройдут 19 - 27 февраля, 18 - 26 ноября 2024 года и 17 - 25 февраля 2025 года.
Победители групп и одна лучшая вторая команда перейдут во 2-й этап.

##### Квалифицированные команды
- Австрия
- Азербайджан
- Албания
- Армения
- Ирландия
- Республика Косово
- Люксембург
- Норвегия
- Румыния
- Швейцария

Пояснения к таблицам
 Команды попали во 2-й этап
 Команды, среди которых опредялась одна лучшиая 2-я команда

##### Посев
10 команд были посеяны в 3 корзины по 3 команды и 1 корзину с 1 командой согласно мировому рейтингу ФИБА на 27 февраля 2023 года. Жеребьёвка была проведена 8 августа 2023 года.
| 1-я корзина                              | 2-я корзина                                         | 3-я корзина                               | 4-я корзина       |
| ---------------------------------------- | --------------------------------------------------- | ----------------------------------------- | ----------------- |
| - Румыния 57 - Швейцария 58 - Австрия 63 | - Люксембург 77 - Республика Косово 80 - Армения 87 | - Норвегия 93 - Ирландия 96 - Албания 100 | - Азербайджан 113 |

##### Группа А
| 1 | Швейцария         |  |  |  |  | 0 | 0 | 0 | 0:0 | 0 | 0 |
| 2 | Республика Косово |  |  |  |  | 0 | 0 | 0 | 0:0 | 0 | 0 |
| 3 | Ирландия          |  |  |  |  | 0 | 0 | 0 | 0:0 | 0 | 0 |
| 4 | Азербайджан       |  |  |  |  | 0 | 0 | 0 | 0:0 | 0 | 0 |

##### Группа B
| 1 | Румыния    |  |  |  | 0 | 0 | 0 | 0:0 | 0 | 0 |
| 2 | Люксембург |  |  |  | 0 | 0 | 0 | 0:0 | 0 | 0 |
| 3 | Норвегия   |  |  |  | 0 | 0 | 0 | 0:0 | 0 | 0 |

##### Группа C
| 1 | Австрия |  |  |  | 0 | 0 | 0 | 0:0 | 0 | 0 |
| 2 | Армения |  |  |  | 0 | 0 | 0 | 0:0 | 0 | 0 |
| 3 | Албания |  |  |  | 0 | 0 | 0 | 0:0 | 0 | 0 |

##### Рейтинг команд, занявших вторые места в группах
| Гр | Команда | И | В | П | М   | Разница | Очки |
| -- | ------- | - | - | - | --- | ------- | ---- |
| A  |         | 0 | 0 | 0 | 0:0 | 0       | 0    |
| B  |         | 0 | 0 | 0 | 0:0 | 0       | 0    |
| C  |         | 0 | 0 | 0 | 0:0 | 0       | 0    |

#### Второй этап
На этом этапе будут играть 12 команд. 4 команды играли на первом этапе и вышли во второй этап, и 8 команд которые играли на четвёртом этапе квалификационного раунда отборочного турнира чемпионата Европы по баскетболу 2025, заняли там 4-е места в группах и не прошли в финальный этап турнира.
Каждая группа будет сформирована из одной команды, которая прошла 1-й этап, и двух команд четвёртого этапа отборочного турнира чемпионата Европы по баскетболу 2025.
Игры пройдут летом 2025 года.
Победители групп переходят в 1-й этап квалификационного раунда.